# 木梯寺石窟
木梯寺石窟，位于中国甘肃省武山县，为一个全国重点文物保护单位，类型为石窟寺及石刻。
木梯寺石窟的历史年代为北魏至清。